# 刘树义
刘树义（?—?），唐朝雍州武功县人，原籍彭城，刘文静的儿子。
唐高祖武德二年（619年），唐朝开国功臣刘文静与裴寂有矛盾，被诬陷谋反。唐高祖将他处决。唐太宗貞觀三年（629年），唐太宗李世民为刘文静平反，为他追复官爵，刘树义袭封父亲的爵位鲁国公，下诏许诺他娶公主。后来和他哥哥刘树艺怨恨他父亲刘文静不得好死，又谋反，兄弟二人被杀。

## 兄
刘树艺，长子，没有袭爵，弟弟刘树义袭爵，兄弟二人谋反被杀。